# Rummanah
Rummanah, en arabe : رمّانه, est un village du gouvernorat de Jénine en Palestine, dans le nord de la Cisjordanie. Il est situé à 17 kilomètres au nord-ouest de Jénine. Selon le recensement du Bureau central palestinien des statistiques, la localité compte une population de 3 637 habitants en 2017.